# Grimald de Wissembourg
Grimald est un haut dignitaire ecclésiastique de l'époque carolingienne, abbé de Wissembourg et de Saint-Gall, archichapelain et chancelier de Louis le Germanique, mort à Saint-Gall le 13 juin 872.

## Carrière
Il appartenait à une famille de la haute noblesse franque et était le neveu d'Hetton, archevêque de Trèves de 814 à 847, et le frère de Thietgaud, archevêque de Trèves de 847 à 863 (célèbre pour son rôle dans l'affaire du divorce de Lothaire II).
Selon les Gesta Karoli Magni de Notker le Bègue (un moine de Saint-Gall écrivant dans les années 880), il aurait fréquenté dans sa prime jeunesse la cour de Charlemagne et aurait été l'élève d'Alcuin († 804), mais cette indication suppose qu'il serait mort à un âge vraiment très avancé. Il fut plus sûrement instruit dans l'abbaye de Reichenau sous les abbatiats d'Heito et d'Erlebald, et il y exerça un temps une fonction d'enseignement : vers 825, Walafrid Strabon lui dédie sa Visio Wettini en vers, qualifiant d'ailleurs le défunt visionnaire de « proche » de Grimald, qui est gratifié du titre de « chapelain », c'est-à-dire dignitaire de la Chapelle impériale de Louis le Pieux à Aix ; il parle encore de lui dans son poème De imagine Tetrici (composé à la cour d'Aix-la-Chapelle vers 829), l'appelant Grimaldus magister et Homerus. Ermenric d'Ellwangen lui a adressé en 850 une longue lettre pleine d'érudition. Raban Maur lui dédie aussi son Martyrologe (composé peu après 843).
Entre août 830 et 833, il fut nommé par l'empereur abbé de Wissembourg. Avant le 19 octobre de cette dernière année, il était devenu le chancelier de Louis le Germanique, l'un des fils révoltés du souverain (qui venait d'être défait par eux au mois de juin précédent). Au début de 834, il se rendit à Aix-la-Chapelle comme ambassadeur du Germanique qui faisait sa soumission à son père l'empereur pour se retourner contre son frère aîné Lothaire.
En 839, Louis le Pieux se réconcilia avec Lothaire, et Louis le Germanique redevint son principal ennemi. Grimald perdit alors l'abbaye de Wissembourg au profit de l'archevêque Otgar de Mayence (proche de l'empereur et adversaire de Louis le Germanique). Après la bataille de Fontenoy (25 juin 841), le Germanique ayant assuré son pouvoir sur la Souabe contre Lothaire, Grimald fut nommé abbé de Saint-Gall, remplaçant Engilbert qui avait pris le parti de Lothaire. Après la mort d'Otgar de Mayence (847), il récupéra l'abbaye de Wissembourg, et il fut placé aussi peu après à la tête d'une troisième abbaye (peut-être celle d'Ellwangen).
Il devint archichapelain du palais de Louis le Germanique après la mort de Baturic, évêque de Ratisbonne (847), et en tout cas l'était en 854. Cette année-là, il redevint aussi son chancelier. Il obtint la même année du roi une charte de complète indépendance à l'égard du pouvoir épiscopal pour son abbaye de Saint-Gall. Il fut l'un des principaux ministres du roi de Germanie jusqu'à son retrait à Saint-Gall en 870.
Il dota ses abbayes de Wissembourg et de Saint-Gall de constructions nouvelles, et développa notablement la bibliothèque de la seconde, faisant rechercher et copier des livres. On garde notamment de lui une préface qu'il fit pour un sacramentaire du pape Grégoire le Grand.